# شرکت نفت خلیج عربی
شرکت نفت خلیج فارس (به عربی: شرکة الخلیج الفارس للنفط ) یا آگوکو، یک شرکت نفتی مستقر در بنغازی، لیبی است، که به اکتشاف، تولید و پالایش نفت خام همچنین گاز طبیعی اشتغال دارد. این شرکت یکی از شرکت‌های تابعه شرکت ملی نفت (NOC) است.

## تاریخچه
آگوکو در سال ۱۹۷۹ و پس از اجرای قانون شماره ۱۱۵، صادر شده توسط شورای فرماندهی انقلاب لیبی و توسط شرکت ملی نفت (NOC) تشکیل شد. در ابتدا با مشارکت بی پی، تگزاکو و شورون کار خود را آغاز کرد.

## میادین آگوکو
بزرگترین میدان نفتی کشور لیبی، میدان نفتی سریر می‌باشد، که توسط شرکت بی پی کشف شد. میدان نفتی مسلا در سال ۱۹۷۱ کشف شد، که در ۵۰۰ کیلومتری جنوب شرقی شهر بنغازی واقع شده‌است. این میدان نیز، یکی از بزرگترین میادین نفتی لیبی است.
میدان نفورا در بخش شمال شرقی حوضه سرت واقع شده‌است و در اوایل سال ۱۹۶۵ میلادی کشف شد. میدان نفتی بدا و  میدان نفتی حمدا نیز در طول سال ۱۹۵۹ کشف شدند، که به ترتیب یکی در شرق حوضه سرت و دیگری در مرز جنوبی از حوضه گراهامز قرار دارند.
تولید آگوکو، در سال ۲۰۰۳ معادل ۴۳۰٫۰۰۰ بشکه نفت تخمین زده شده‌است. این شرکت در سال ۲۰۱۰ نیز تولیدی در حدود ۴۰۰،۰۰۰ بشکه داشته، که در حدود ۲۵% درصد از کل تولید نفت خام لیبی است.
درحال حاضر، شرکت آگوکو عملیات بخش بالادستی نفت را در ۸ میدان نفتی این کشور، برعهده دارد.

## جنگ داخلی لیبی
این شرکت با شروع جنگ داخلی لیبی اقدام به حمایت از گروه‌های انقلابی نمود.